# Sullivan og Sawyer Sweeten
Sullivan Skye og Sawyer Storm Sweeten (født 12. maj 1995 i Brownwood, Texas) er to brødre og børneskuespillere.
De spillede Michael og Geoffrey Barone i den amerikanske tv-serie Alle elsker Raymond og deres storesøster Madylin spiller Ally Barone. Begge brødrene har også optrådt i tv-serien Even Stevens som Milton. De var også gæstestjerner på U-Pick Live og har optrådt på The View. I filmen Frank McKlusky, CI spillede Sweetens med som unge Frank.
Ud over deres storesøster Madylin har de også har en yngre søster, Maysa Sweeten.
Den 23. april 2015 døde Sawyer Sweeten i Austin, Texas, i en alder af 19. Dødsårsagen var et selvforskyldt skudsår i hovedet.